# Flèche (symbole)
Pour les articles homonymes, voir Flèche.

Un panneau de signalisation routière en Pologne, représentant une flèche.

Une flèche (par exemple   →  ou ←) est un type de symbole imitant, de manière stylisée, une flèche telle que celles qui sont tirées à l’arc.

## Apparence

La flèche comme un symbole de blason.

Dans sa forme la plus courante, une flèche est constituée d’une ligne dont l’une des extrémités prend une forme de triangle ou de V afin de représenter la pointe. Dans les figures plus complexes, l’empennage peut aussi être représenté à l’autre extrémité.
Le plus souvent, la ligne est droite. Mais elle peut aussi être courbe ou même brisée.
La ligne peut également être doublée (on parle alors de double flèche) ou, au contraire, délaissée, la flèche étant alors réduite à sa pointe.

## Usages

Un vecteur en géométrie.

Un pointeur de souris.

Son usage principal est de montrer une direction, le long de la ligne, en suivant le sens indiqué par la pointe, voire un mouvement.
Sur une carte géographique ou une boussole, la rose des vents est constituée d’un ensemble de flèches indiquant des directions telles que les points cardinaux.
Des flèches sont utilisées sur les panneaux de signalisation pour guider les voyageurs.
Dans les raisonnements mathématiques et logiques, la flèche permet d’exprimer un lien de causalité. En géométrie, les vecteurs sont représentés par des flèches. Les flèches sont aussi utilisées pour représenter le lien unissant un élément et son image par une application. Elle peut également représenter un intervalle de manière informelle. Les flèches ↗ et ↘ représentent la croissance et la décroissance d’une fonction.
Dans les environnements graphiques, le pointeur contrôlé par un dispositif de pointage (typiquement une souris) a une forme de flèche. Dans les navigateurs web et les explorateurs de fichiers, il existe une paire de boutons représentant des flèches dirigées vers la droite et la gauche, lesquelles permettent respectivement de revenir à la page ou au répertoire précédemment consulté, ou de passer au suivant.
La flèche est aussi utilisée pour attirer l’attention sur un point précis.
Les flèches peuvent également représenter diverses relations dans les diagrammes, schémas et organigrammes.
Les flèches pleines ne doivent en aucun cas être utilisées pour des cotations si vous travaillez dans un service de Calcul Mécanique.

## Codage
Dans la norme Unicode, il existe de nombreux dingbats représentant des flèches, en particulier dans les blocs suivants :
- U+20D0 à U+20FF : signes diacritiques pour symboles[1]
- U+2190 à U+21FF : flèches[2]
- U+2300 à U+23FF : signes techniques divers[3]
- U+2600 à U+26FF : symboles divers[4]
- U+2700 à U+27FF : casseau[5]
- U+27F0 à U+27FF : supplément de flèches - A[6]
- U+2900 à U+297F : supplément de flèches - B[7]
- U+2980 à U+29FF : symboles mathématiques divers - B[8]
- U+2B00 à U+2BFF : symboles et flèches divers[9]
- U+FF00 à U+FFEF : formes de demie et pleine chasse[10]

De manière plus rudimentaire, une flèche peut être saisie grâce à un ou plusieurs tirets ou signes égaux selon la longueur désirée, suivis ou précédés d'un < ou > selon le sens : -> ou <-.

## Affichage
Dans Unicode, les symboles de flèches occupent l'étendue hexadécimale 0x2190–0x21ff (8592–8704 en décimal).
| Symbole             | Nom                                       | Symbole             | Nom | Symbole             | Nom                                                                              | Symbole             | Nom                                                         |
| Hex                 | Nom                                       | Hex                 | Nom | Hex                 | Nom                                                                              | Hex                 | Nom                                                         |
| Image de ce symbole | Image de ce symbole                       | Image de ce symbole | Image de ce symbole                                                                                      | Image de ce symbole | Image de ce symbole                                                              | Image de ce symbole | Image de ce symbole                                         |
| ------------------- | ----------------------------------------- | ------------------- | --- | ------------------- | -------------------------------------------------------------------------------- | ------------------- | ----------------------------------------------------------- |
| ←                   | Flèche vers la gauche                     | ↬                   | Flèche vers la droite avec boucle                                                                        | ⇈                   | Paire de flèches vers le haut                                                    | ⇤                   | Flèche vers la gauche contre base                           |
| 0x2190              | Flèche vers la gauche                     | 0x21ac              | Flèche vers la droite avec boucle                                                                        | 0x21c8              | Paire de flèches vers le haut                                                    | 0x21e4              | Flèche vers la gauche contre base                           |
|                     |                                           |                     | |                     |                                                                                  |                     |                                                             |
| ↑                   | Flèche vers le haut                       | ↭                   | Flèche double avec tilde                                                                                 | ⇉                   | Paire de flèches vers la droite                                                  | ⇥                   | Flèche vers la droite contre base                           |
| 0x2191              | Flèche vers le haut                       | 0x21ad              | Flèche double avec tilde                                                                                 | 0x21c9              | Paire de flèches vers la droite                                                  | 0x21e5              | Flèche vers la droite contre base                           |
|                     |                                           |                     | |                     |                                                                                  |                     |                                                             |
| →                   | Flèche vers la droite                     | ↮                   | Flèche à pointe double barrée                                                                            | ⇊                   | Paire de flèches vers le bas                                                     | ⇦                   | Flèche large vers la gauche                                 |
| 0x2192              | Flèche vers la droite                     | 0x21ae              | Flèche à pointe double barrée                                                                            | 0x21ca              | Paire de flèches vers le bas                                                     | 0x21e6              | Flèche large vers la gauche                                 |
|                     |                                           |                     | |                     |                                                                                  |                     |                                                             |
| ↓                   | Flèche vers le bas                        | ↯                   | Flèche vers le bas avec zigzag                                                                           | ⇋                   | Flèche avec harpon vers la gauche au-dessus de flèche avec harpon vers la droite | ⇧                   | Flèche large vers le haut                                   |
| 0x2193              | Flèche vers le bas                        | 0x21af              | Flèche vers le bas avec zigzag                                                                           | 0x21cb              | Flèche avec harpon vers la gauche au-dessus de flèche avec harpon vers la droite | 0x21e7              | Flèche large vers le haut                                   |
|                     |                                           |                     | |                     |                                                                                  |                     |                                                             |
| ↔                   | Flèche gauche droite                      | ↰                   | Flèche vers le haut avec pointe vers la gauche                                                           | ⇌                   | Flèche avec harpon vers la droite au-dessus de flèche avec harpon vers la gauche | ⇨                   | Flèche large vers la droite                                 |
| 0x2194              | Flèche gauche droite                      | 0x21b0              | Flèche vers le haut avec pointe vers la gauche                                                           | 0x21cc              | Flèche avec harpon vers la droite au-dessus de flèche avec harpon vers la gauche | 0x21e8              | Flèche large vers la droite                                 |
|                     |                                           |                     | |                     |                                                                                  |                     |                                                             |
| ↕                   | Flèche haut bas                           | ↱                   | Flèche vers le haut avec pointe vers la droite                                                           | ⇍                   | Double flèche vers la gauche barrée verticalement                                | ⇩                   | Flèche large vers le bas                                    |
| 0x2195              | Flèche haut bas                           | 0x21b1              | Flèche vers le haut avec pointe vers la droite                                                           | 0x21cd              | Double flèche vers la gauche barrée verticalement                                | 0x21e9              | Flèche large vers le bas                                    |
|                     |                                           |                     | |                     |                                                                                  |                     |                                                             |
| ↖                   | Flèche nord ouest                         | ↲                   | Flèche vers le bas avec pointe vers la gauche                                                            | ⇎                   | Double flèche gauche droite barrée                                               | ⇪                   | Flèche large vers le haut avec bloc                         |
| 0x2196              | Flèche nord ouest                         | 0x21b2              | Flèche vers le bas avec pointe vers la gauche                                                            | 0x21ce              | Double flèche gauche droite barrée                                               | 0x21ea              | Flèche large vers le haut avec bloc                         |
|                     |                                           |                     | |                     |                                                                                  |                     |                                                             |
| ↗                   | Flèche nord est                           | ↳                   | Flèche vers le bas avec pointe vers la droite                                                            | ⇏                   | Double flèche vers la droite barrée                                              | ⇫                   | Flèche large vers le haut sur piédestal                     |
| 0x2197              | Flèche nord est                           | 0x21b3              | Flèche vers le bas avec pointe vers la droite                                                            | 0x21cf              | Double flèche vers la droite barrée                                              | 0x21eb              | Flèche large vers le haut sur piédestal                     |
|                     |                                           |                     | |                     |                                                                                  |                     |                                                             |
| ↘                   | Flèche sud est                            | ↴                   | Flèche vers la droite avec pointe vers le bas                                                            | ⇐                   | Double flèche vers la gauche                                                     | ⇬                   | Flèche vers le haut sur piédestal avec barre horizontale    |
| 0x2198              | Flèche sud est                            | 0x21b4              | Flèche vers la droite avec pointe vers le bas                                                            | 0x21d0              | Double flèche vers la gauche                                                     | 0x21ec              | Flèche vers le haut sur piédestal avec barre horizontale    |
|                     |                                           |                     | |                     |                                                                                  |                     |                                                             |
| ↙                   | Flèche sud ouest                          | ↵                   | Flèche vers le bas avec pointe vers la gauche                                                            | ⇑                   | Double flèche vers le haut                                                       | ⇭                   | Flèche large sur piédestal avec barre verticale             |
| 0x2199              | Flèche sud ouest                          | 0x21b5              | Flèche vers le bas avec pointe vers la gauche                                                            | 0x21d1              | Double flèche vers le haut                                                       | 0x21ed              | Flèche large sur piédestal avec barre verticale             |
|                     |                                           |                     | |                     |                                                                                  |                     |                                                             |
| ↚                   | Flèche vers la gauche barrée              | ↶                   | Flèche courbe en haut en sens antihoraire                                                                | ⇒                   | Double flèche vers la droite                                                     | ⇮                   | Flèche large vers le haut avec deux pointes                 |
| 0x219a              | Flèche vers la gauche barrée              | 0x21b6              | Flèche courbe en haut en sens antihoraire                                                                | 0x21d2              | Double flèche vers la droite                                                     | 0x21ee              | Flèche large vers le haut avec deux pointes                 |
|                     |                                           |                     | |                     |                                                                                  |                     |                                                             |
| ↛                   | Flèche vers la droite barrée              | ↷                   | Flèche courbe en haut en sens horaire                                                                    | ⇓                   | Double flèche vers le bas                                                        | ⇯                   | Flèche large vers le haut sur piédestal avec double pointes |
| 0x219b              | Flèche vers la droite barrée              | 0x21b7              | Flèche courbe en haut en sens horaire                                                                    | 0x21d3              | Double flèche vers le bas                                                        | 0x21ef              | Flèche large vers le haut sur piédestal avec double pointes |
|                     |                                           |                     | |                     |                                                                                  |                     |                                                             |
| ↜                   | Flèche ondulée vers la gauche             | ↸                   | Flèche nord ouest contre base longue                                                                     | ⇔                   | Double flèche gauche droite                                                      | ⇰                   | Flèche large vers la droite contre un piédestal             |
| 0x219c              | Flèche ondulée vers la gauche             | 0x21b8              | Flèche nord ouest contre base longue                                                                     | 0x21d4              | Double flèche gauche droite                                                      | 0x21f0              | Flèche large vers la droite contre un piédestal             |
|                     |                                           |                     | |                     |                                                                                  |                     |                                                             |
| ↝                   | Flèche ondulée vers la droite             | ↹                   | Flèche vers la gauche avec pointe contre base au-dessus de flèche vers la droite avec pointe contre base | ⇕                   | Double flèche haut bas                                                           | ⇱                   | Flèche nord ouest contre coin                               |
| 0x219d              | Flèche ondulée vers la droite             | 0x21b9              | Flèche vers la gauche avec pointe contre base au-dessus de flèche vers la droite avec pointe contre base | 0x21d5              | Double flèche haut bas                                                           | 0x21f1              | Flèche nord ouest contre coin                               |
|                     |                                           |                     | |                     |                                                                                  |                     |                                                             |
| ↞                   | Flèche à deux pointes vers la gauche      | ↺                   | Flèche cercle ouvert en sens antihoraire                                                                 | ⇖                   | Double flèche nord ouest                                                         | ⇲                   | Flèche sud est contre coin                                  |
| 0x219e              | Flèche à deux pointes vers la gauche      | 0x21ba              | Flèche cercle ouvert en sens antihoraire                                                                 | 0x21d6              | Double flèche nord ouest                                                         | 0x21f2              | Flèche sud est contre coin                                  |
|                     |                                           |                     | |                     |                                                                                  |                     |                                                             |
| ↟                   | Flèche à deux pointes vers le haut        | ↻                   | Flèche cercle ouvert en sens horaire                                                                     | ⇗                   | Double flèche nord est                                                           | ⇳                   | Flèche large haut bas                                       |
| 0x219f              | Flèche à deux pointes vers le haut        | 0x21bb              | Flèche cercle ouvert en sens horaire                                                                     | 0x21d7              | Double flèche nord est                                                           | 0x21f3              | Flèche large haut bas                                       |
|                     |                                           |                     | |                     |                                                                                  |                     |                                                             |
| ↠                   | Flèche à deux pointes vers la droite      | ↼                   | Harpon vers la gauche avec crochet vers le haut                                                          | ⇘                   | Double flèche sud est                                                            | ⇴                   | Flèche vers la droite avec petit cercle                     |
| 0x21a0              | Flèche à deux pointes vers la droite      | 0x21bc              | Harpon vers la gauche avec crochet vers le haut                                                          | 0x21d8              | Double flèche sud est                                                            | 0x21f4              | Flèche vers la droite avec petit cercle                     |
|                     |                                           |                     | |                     |                                                                                  |                     |                                                             |
| ↡                   | Flèche à deux pointes vers le bas         | ↽                   | Harpon vers la gauche avec crochet vers le bas                                                           | ⇙                   | Double flèche sud ouest                                                          | ⇵                   | Flèche vers le haut à gauche de flèche vers le bas          |
| 0x21a1              | Flèche à deux pointes vers le bas         | 0x21bd              | Harpon vers la gauche avec crochet vers le bas                                                           | 0x21d9              | Double flèche sud ouest                                                          | 0x21f5              | Flèche vers le haut à gauche de flèche vers le bas          |
|                     |                                           |                     | |                     |                                                                                  |                     |                                                             |
| ↢                   | Flèche vers la gauche avec empennage      | ↾                   | Harpon vers le haut avec crochet vers la droite                                                          | ⇚                   | Triple flèche vers la gauche                                                     | ⇶                   | Trois flèches vers la droite                                |
| 0x21a2              | Flèche vers la gauche avec empennage      | 0x21be              | Harpon vers le haut avec crochet vers la droite                                                          | 0x21da              | Triple flèche vers la gauche                                                     | 0x21f6              | Trois flèches vers la droite                                |
|                     |                                           |                     | |                     |                                                                                  |                     |                                                             |
| ↣                   | Flèche vers la droite avec empennage      | ↿                   | Harpon vers le haut avec crochet vers la gauche                                                          | ⇛                   | Triple flèche vers la droite                                                     | ⇷                   | Flèche vers la gauche barrée                                |
| 0x21a3              | Flèche vers la droite avec empennage      | 0x21bf              | Harpon vers le haut avec crochet vers la gauche                                                          | 0x21db              | Triple flèche vers la droite                                                     | 0x21f7              | Flèche vers la gauche barrée                                |
|                     |                                           |                     | |                     |                                                                                  |                     |                                                             |
| ↤                   | Flèche vers la gauche à partir d'une base | ⇀                   | Harpon vers la droite avec crochet vers le haut                                                          | ⇜                   | Flèche vers la gauche avec ondulation                                            | ⇸                   | Flèche vers la droite barrée verticalement                  |
| 0x21a4              | Flèche vers la gauche à partir d'une base | 0x21c0              | Harpon vers la droite avec crochet vers le haut                                                          | 0x21dc              | Flèche vers la gauche avec ondulation                                            | 0x21f8              | Flèche vers la droite barrée verticalement                  |
|                     |                                           |                     | |                     |                                                                                  |                     |                                                             |
| ↥                   | Flèche vers le haut à partir d'une base   | ⇁                   | Harpon vers la droite avec crochet vers le bas                                                           | ⇝                   | Flèche vers la droite avec ondulation                                            | ⇹                   | Flèche droite gauche barrée verticalement                   |
| 0x21a5              | Flèche vers le haut à partir d'une base   | 0x21c1              | Harpon vers la droite avec crochet vers le bas                                                           | 0x21dd              | Flèche vers la droite avec ondulation                                            | 0x21f9              | Flèche droite gauche barrée verticalement                   |
|                     |                                           |                     | |                     |                                                                                  |                     |                                                             |
| ↦                   | Flèche vers la droite à partir d'une base | ⇂                   | Harpon vers le bas avec crochet vers la droite                                                           | ⇞                   | Flèche vers le haut doublement barrée                                            | ⇺                   | Flèche vers la gauche doublement barrée verticalement       |
| 0x21a6              | Flèche vers la droite à partir d'une base | 0x21c2              | Harpon vers le bas avec crochet vers la droite                                                           | 0x21de              | Flèche vers le haut doublement barrée                                            | 0x21fa              | Flèche vers la gauche doublement barrée verticalement       |
|                     |                                           |                     | |                     |                                                                                  |                     |                                                             |
| ↧                   | Flèche vers le bas à partir d'une base    | ⇃                   | Harpon vers le bas avec crochet vers la gauche                                                           | ⇟                   | Flèche vers le bas doublement barrée                                             | ⇻                   | Flèche vers la droite doublement barrée                     |
| 0x21a7              | Flèche vers le bas à partir d'une base    | 0x21c3              | Harpon vers le bas avec crochet vers la gauche                                                           | 0x21df              | Flèche vers le bas doublement barrée                                             | 0x21fb              | Flèche vers la droite doublement barrée                     |
|                     |                                           |                     | |                     |                                                                                  |                     |                                                             |
| ↨                   | Flèche haut bas à partir d'une base       | ⇄                   | Flèche vers la droite au-dessus d'une flèche vers la gauche                                              | ⇠                   | Flèche vers la gauche en pointillé                                               | ⇼                   | Flèche droite gauche doublement barrée                      |
| 0x21a8              | Flèche haut bas à partir d'une base       | 0x21c4              | Flèche vers la droite au-dessus d'une flèche vers la gauche                                              | 0x21e0              | Flèche vers la gauche en pointillé                                               | 0x21fc              | Flèche droite gauche doublement barrée                      |
|                     |                                           |                     | |                     |                                                                                  |                     |                                                             |
| ↩                   | Flèche vers la gauche avec crochet courbe | ⇅                   | Flèche vers le haut à gauche de flèche vers le bas                                                       | ⇡                   | Flèche vers le haut en pointillé                                                 | ⇽                   | Flèche vers la gauche avec pointe fermée                    |
| 0x21a9              | Flèche vers la gauche avec crochet courbe | 0x21c5              | Flèche vers le haut à gauche de flèche vers le bas                                                       | 0x21e1              | Flèche vers le haut en pointillé                                                 | 0x21fd              | Flèche vers la gauche avec pointe fermée                    |
|                     |                                           |                     | |                     |                                                                                  |                     |                                                             |
| ↪                   | Flèche vers la droite avec crochet        | ⇆                   | Flèche vers la gauche au-dessus d'une flèche vers la droite                                              | ⇢                   | Flèche vers la droite en pointillé                                               | ⇾                   | Flèche vers la droite avec pointe fermée                    |
| 0x21aa              | Flèche vers la droite avec crochet        | 0x21c6              | Flèche vers la gauche au-dessus d'une flèche vers la droite                                              | 0x21e2              | Flèche vers la droite en pointillé                                               | 0x21fe              | Flèche vers la droite avec pointe fermée                    |
|                     |                                           |                     | |                     |                                                                                  |                     |                                                             |
| ↫                   | Flèche vers la gauche avec boucle         | ⇇                   | Deux flèches vers la gauche                                                                              | ⇣                   | Flèche vers le bas en pointillé                                                  | ⇿                   | Flèches droite gauche avec pointes fermées                  |
| 0x21ab              | Flèche vers la gauche avec boucle         | 0x21c7              | Deux flèches vers la gauche                                                                              | 0x21e3              | Flèche vers le bas en pointillé                                                  | 0x21ff              | Flèches droite gauche avec pointes fermées                  |
|                     |                                           |                     | |                     |                                                                                  |                     |                                                             |